# Лисичка со скалочкой
«Лисичка со скалочкой» — советский рисованный мультипликационный фильм 1977 года. Снят по мотивам украинской народной сказки.

## Сюжет
Жила-была лисичка. Она была очень хитрой. По-всякому умудрялась обмануть людей и себе наживу найти. Но вот как-то раз пришла она к старикам, постучалась и попросилась переночевать. Пожилые люди, конечно были добрыми людьми и не отказали проказнице. Спала она долгое время, как утром вдруг неожиданно подняла из-за чего-то шум. Старики испугались. Пожаловалась лисица, что скалочку, что с собой принесла в мешке и в печь бросила, старички своровали. Не долго думал дед и дал ей взамен курочку. Положила хитрая лиса курочку в мешок и пошла дальше пытать своего счастья в других хатах. Но закончилось это всё тем, что один дед оказался мудрым и дал проказнице вместо барашка пса, который хорошо проучил рыжую злодейку.

## Над фильмом работали
- Автор сценария — Н. Лень
- Режиссёр — Борис Храневич
- Художник-постановщик — Николай Чурилов
- Композитор — Евгений Станкович
- Операторы — Анатолий Гаврилов, Александр Мухин
- Звукооператор — Ирина Чефранова
- Текст читает — В. Яременко
- Художники-мультипликаторы — И. Бородавко, Михаил Титов, Константин Чикин, Э. Перетятько, Нина Чурилова, Александр Викен, В. Врублевский
- Ассистенты — Е. Демкина, М. Черкасская, О. Деряжная, С. Лещенко, Е. Баринова
- Редактор — Владимир Гайдай
- Директор — Иван Мазепа.

## Издания на DVD
- Мультфильм выпускался на DVD-сборнике «Одуванчик — толстые щёчки».[1]